# Salix rehderiana
Salix rehderiana — вид квіткових рослин із родини вербових (Salicaceae).

## Морфологічна характеристика
Це кущ чи невелике дерево. Гілочки коричневі чи тьмяно-коричневі, голі чи слабо запушені. Листкова ніжка 2–8 мм, біло запушена. Листкова пластинка від ланцетної до зворотно-ланцетної, 5–11 × 1.2–2.5 см, абаксіально (низ) зеленувата, біло запушена чи гола, адаксіально темно-зелена, запушена, край майже суцільний або залозистий городчастий, рідше цільний, верхівка тупа, гостра чи коротко загострена. Чоловіча сережка еліпсоїдна до коротко циліндричної, сидяча. Чоловіча квітка: тичинок 2; пиляки золотисто-жовті чи пурпурові. Жіноча сережка циліндрична. Жіноча квітка: зав'язь запушена. Жіноча квітка: зав'язь циліндрично-яйцеподібна, 4–6 мм, запушена чи майже гола. Коробочка бурувата, волосиста чи гола.

## Середовище проживання
Тибет, Ганьсу, Нінся, Цинхай, Шеньсі, Сичуань, Юньнань.. Населяє гірські схили, хащі, узбережжя річок; на висотах 1400–4000 метрів.

## Використання
Декоративна рослина.